# 47th Virginia Infantry
Quarantième-septième régiment d'infanterie de volontaires de Virginie
Le 47th Virginia Volunteer Infantry Regiment (quarantième-septième régiment d'infanterie de volontaires de Virginie) est un régiment d'infanterie levé en Virginie pour servir dans l'armée des États confédérés pendant la guerre de Sécession. Il combat principalement dans l'armée de Virginie du Nord et est une unité de la division légère d'A. P. Hill.

## Organisation
Le 47th Virginia Infantry est formé en juin 1861, à partir d'hommes recrutés dans les comtés de Caroline, de Middlesex, d'Essex et de Stafford. Une compagnie, la compagnie H, est recrutée dans le Maryland et est connue comme les zouaves de Richard Thomas Zarvona (en). L'unité sert sous les ordres des généraux Pettigrew, Field, Heth, Walker et Barton.
Parmi les compagnies du régiment on trouve :
- Compagnie A : « The Rough and Readys » - (les durs et prêts)[1](p132)
- Compagnie C : « Montross Guards » - (gardes de Montross)[1](p102)
- Compagnie E : « Port Royal Guards » - (gardes de Port Royal)[1](p121)
- Compagnie H : « Maryland Zouaves » - (zouaves du Maryland)[1](p96)
- Compagnie I : « Stafford Guards » - (gardes de Stafford), auparavant compagnie I du 30th Virginia Infantry[1](p143)
- Compagnie K : « Tyranny Unmasked Artillery » - (artillerie de la tyrannie démasquée)[1](p153)

## Service
Le 47th Virginia Infantry ne participe à aucun combat lors de la première année de la guerre mais participe à des services de piquet et de l’entraînement,(p252). Il combat avec l'armée de Virginie du Nord de Seven Pines jusqu'à Cold Harbor, puis est actif dans les retranchements de Petersburg et autour d'Appomattox.
Lors de la bataille d'Antietam, le régiment est mené par le lieutenant-colonel John W. Lyell au sein de la brigade de Field,(p200).
Lors de la bataille de Chancellorsville, le régiment est fortement engagé lors de la deuxième journée de combat, le 3 mai 1863(p303). Lors de la réorganisation de l'armée de Virginie du Nord qui suit le régiment est inclus dans le troisième corps de Hill(p304).
Lors de la bataille de Gettysburg, le régiment, faisant partie de la brigade du colonel John M. Brokenbrough alors commandée par le colonel Robert M. Mayo, prend part à des combats lors de la première journée, puis participe à la charge de Pickett au sein de la division de Pettigrew,(p231),(p304). Le régiment se trouve alors à l'extrême gauche du dispositif de Pickett. Dans le rapport du colonel Mayo au titre de la brigade de Brockenbrough, rédigé le 14 août 1863, il précise que le porteur des couleurs du 47th Virginia Infantry a été abattu après ceux des autres régiments de la brigade. Le colonel W. S. Christian du 55th Virginia Infantry précise en 1904 que l'attaque a été désorganisée dès le début. En effet, le 47th Virginia Infantry et le 55th Virginia Infantry devaient se mettre en mouvement sur les ordres du colonel Mayo, mais au début du mouvement ce dernier est introuvable, et sous l'hypothèse de la mort du colonel Mayo, le lieutenant-colonel Lyle fait avancer le régiment avec du retard.
Alors que le régiment prend part aux combats à Globe Tavern le 19 août 1864, Lyell est fait prisonnier(p304).
En février 1865, les 47th Virginia Infantry et 55th Virginia Infantry sont consolidés, mais seuls deux sergents du 47th Virginia Infantry se rendent le 9 avril.

## Pertes
Ce régiment compte un effectif de 444 hommes en avril 1862, et subit 34 pertes sur les 156 hommes engagés à Frayser's Farm. Il rend compte de 29 victimes lors de la seconde bataille de Bull Run, 45 victimes à Fredericksburg, et 45 victimes à Chancellorsville. Vingt-trois pour cent des 209 hommes engagés à Gettysburg sont mis hors de combat.

## Commandement
Les officiers supérieurs sont les colonels George W. Richardon et Robert M. Mayo, les lieutenants-colonels William J. Greene,(p252-3), John W. Lyell et James D. Bruce, ainsi que les commandants Edward P. Tayloe and Charles J. Green.